# Lamprolaima rhami
Il colibrì golagranata o colibrì gola di granato  (Lamprolaima rhami (Lesson, 1839)) è un uccello della famiglia Trochilidae. È l'unica specie nota del genere Lamprolaima.

## Descrizione
È un colibrì di media taglia, lungo  12–12,4 cm, con un peso di  5,6–7,1 g.

## Biologia
Si nutre del nettare di diverse specie di angiosperme tra cui Inga spp. ed Erythrina spp.; integra la sua dieta con insetti catturati in volo.

## Distribuzione e habitat
L'areale della specie comprende  Messico meridionale, Guatemala, El Salvador e Honduras.